# America's Best Dance Crew
America's Best Dance Crew, noto anche come ABDC, è stato un programma di MTV, nato dall'idea del cantante e produttore Randy Jackson, nel quale le migliori crew degli Stati Uniti d'America si sfidano a ritmo di ballo per vincere 100.000 dollari.
Il programma è presentato da Mario López e Layla Kayleigh.
Il sistema di punteggio prevede principalmente la votazione da casa tramite internet o telefono, mentre i giudici presenti durante la trasmissione sono: Lil Mama, JC Chasez e D-Trix membro della Quest Crew vincitrice della terza stagione del programma. Quest'ultimo ha sostituito a partire dalla sesta stagione Omarion, che a sua volta aveva preso il posto di Shane Sparks.
La prima stagione, trasmessa da MTV America nel 2008, è stata vinta dai JabbaWockeeZ; la seconda stagione dalla Super Cr3w e la terza stagione dalla Quest Crew. Nella quarta stagione invece, a trionfare è stata la crew tutta femminile delle We are Heroes; a seguire si sono laureati campioni prima i Poreotix nella quinta stagione, poi gli I aM mE nella sesta ed infine gli Elektrolytes nella settima.

## Vincitori di America's Best Dance Crew
- Stagione 1: JabbaWockeeZ
- Stagione 2: Super Cr3w
- Stagione 3: Quest Crew
- Stagione 4: We are Heroes
- Stagione 5: Poreotix
- Stagione 6: I aM mE
- Stagione 7: Elektrolytes